# Gracilimiris strigosus
Gracilimiris strigosus är en insektsart som beskrevs av Stonedahl och Henry 1991. Gracilimiris strigosus ingår i släktet Gracilimiris och familjen ängsskinnbaggar. Inga underarter finns listade i Catalogue of Life.